# Тур Сочи
Тур Сочи — шоссейная многодневная велогонка, проходившая с 10 по 14 сентября 2008 года в России на территории Краснодарского края.

## История
На черноморском побережье традиционно проходил Гран-при Сочи, многодневка второй категории из пяти этапов, входящая в UCI Europe Tour. ФВСР решила устроить ежегодную многодневку по маршруту Краснодар — Сочи также из пяти этапов, которая в будущем могла бы попасть в календарь ПроТура. В сентябре 2008 года она была проведена с участием 16 команд европейского Тура, а также сборных Белоруссии, Казахстана и Украины. На гонку были приглашены наблюдатели из UCI, и организаторы добились повышения её статуса. Но в феврале 2009 года руководство федерации решило отказаться от проведения гонки, мотивировав решение экономическими проблемами. В октябре 2010 года президент ФВСР заявил о скором появлении в России гонки ПроТура по маршруту Санкт-Петербург — Москва — Сочи. В апреле 2011 года он же заявил, что с UCI достигнуто принципиальное согласие о проведении в 2013 году гонки по маршруту Москва — Сочи в рамках Мирового тура, и даже осмелился утверждать, что она сможет конкурировать по популярности с Тур де Франс и Джиро д'Италия.

## Призёры
| Год  | Победитель     | Второй       | Третий       |
| ---- | -------------- | ------------ | ------------ |
| 2008 | Владимир Гусев | Сергей Попок | Роман Климов |

## Тур Сочи 2008
Гонка прошла с 10 по 14 сентябрь по маршруту Краснодар — Небуг — Туапсе — Дагомыс — Сочи — Красная Поляна — Ахун.
Первым этапом был критериум по Краснодару, 16 кругов по 9 километров. За 2 километра до финиша Team Katusha выстроила свой «поезд» и вывезла на спринтерскую победу Дениса Галимзянова.
Второй этап до Небуга завершался подъёмом в горы, где в отрыв ушли 12 гонщиков. Первым на финише дождливого этапа оказался Константин Клюев, возглавивший общий зачёт.
На стартье третьего, горного, этапа в отрыв ушли семеро гонщиков, пойманнах за 15 километров до финиша, который первым пересёк Алексей Марков.
Фаворит Тура Владимир Гусев пытался оторваться на 4-м этапе, но первым финишировал Роман Климов.
Однако Гусев взял своё в заключительной 22-километровой разделке, где выиграл у ближайшего преследователя 39 секунд и оформил победу в общем зачёте.

## Маршрут
| Этап | Дата   | Маршрут                | type                    | Длина (км) | Победитель       | Лидер генеральной классификации |
| ---- | ------ | ---------------------- | ----------------------- | ---------- | ---------------- | ------------------------------- |
| 1    | 10 сен | Краснодар – Краснодар  | равнинный               | 149,4      | Денис Галимзянов | Денис Галимзянов                |
| 2    | 11 сен | Краснодар – Небуг      | холмистый               | 153,6      | Константин Клюев | Константин Клюев                |
| 3    | 12 сен | Туапсе – Дагомыс       | горный                  | 110        | Алексей Марков   | Константин Клюев                |
| 4    | 13 сен | Сочи – Ахун            | горный                  | 149        | Роман Климов     | Роман Климов                    |
| 5    | 14 сен | Адлер – Красная Поляна | индивидуальная разделка | 22         | Владимир Гусев   | Владимир Гусев                  |

## Результаты

### Этап 1
| Результаты этапа | Результаты этапа  | Результаты этапа         | Результаты этапа |
|                  | Гонщик            | Команда                  | Время            |
| ---------------- | ----------------- | ------------------------ | ---------------- |
| 1-й              | Денис Галимзянов  | Katusha Continental Team | 3ч 18' 16"       |
| 2-й              | Леонид Краснов    | Локомотив                | + 0"             |
| 3-й              | Вячеслав Кузнецов | Katusha Continental Team | + 0"             |

### Этап 2
| Результаты этапа | Результаты этапа   | Результаты этапа    | Результаты этапа |
|                  | Гонщик             | Команда             | Время            |
| ---------------- | ------------------ | ------------------- | ---------------- |
| 1-й              | Константин Клюев   | Кубань              | 3ч 35' 04"       |
| 2-й              | Владимир Гусев     | сборная России      | + 0"             |
| 3-й              | Дмитрий Самохвалов | Олимпийские надежды | + 0"             |

### Этап 3
| Результаты этапа | Результаты этапа | Результаты этапа         | Результаты этапа |
|                  | Гонщик           | Команда                  | Время            |
| ---------------- | ---------------- | ------------------------ | ---------------- |
| 1-й              | Алексей Марков   | Katusha Continental Team | 2ч 51' 21"       |
| 2-й              | Константин Клюев | Кубань                   | + 0"             |
| 3-й              | Сергей Попок     | сборная Белоруссии       | + 0"             |

### Этап 4
| Результаты этапа | Результаты этапа | Результаты этапа         | Результаты этапа |
|                  | Гонщик           | Команда                  | Время            |
| ---------------- | ---------------- | ------------------------ | ---------------- |
| 1-й              | Роман Климов     | Katusha Continental Team | 2ч 59' 18"       |
| 2-й              | Дмитрий Пузанов  | ЦСКА ВВС Самара          | + 19"            |
| 3-й              | Сергей Попок     | сборная Белоруссии       | + 20"            |

### Этап 5
| Результаты этапа | Результаты этапа | Результаты этапа   | Результаты этапа |
|                  | Гонщик           | Команда            | Время            |
| ---------------- | ---------------- | ------------------ | ---------------- |
| 1-й              | Владимир Гусев   | сборная России     | 32' 23"          |
| 2-й              | Сергей Попок     | сборная Белоруссии | + 39"            |
| 3-й              | Артём Овечкин    | Team Giant Espoir  | + 49"            |

## Итоговые классификации
| Генеральная классификация | Генеральная классификация | Генеральная классификация | Генеральная классификация |
|                           | Гонщик                    | Команда                   | Время                     |
| 1-й                       | Владимир Гусев            | сборная Россия            | 13ч 17' 24"               |
| ------------------------- | ------------------------- | ------------------------- | ------------------------- |
| 2-й                       | Сергей Попок              | сборная Белоруссии        | + 9"                      |
| 3-й                       | Роман Климов              | Katusha Continental Team  | + 28"                     |
| 4-й                       | Антон Самохвалов          | Олимпийские надежды       | + 48"                     |
| 5-й                       | Евгений Решетко           | ЦСКА ВВС Самара           | + 1' 14"                  |
| 6-й                       | Дмитрий Игнатьев          | Локомотив                 | + 1' 55"                  |
| 7-й                       | Константин Клюев          | Кубань                    | + 2' 44"                  |
| 8-й                       | Сергей Рудасков           | Кубань                    | + 3' 55"                  |
| 9-й                       | Александр Баженов         | сборная России            | + 4' 51"                  |
| 10-й                      | Станислав Волков          | Локомотив                 | + 4' 57"                  |